# Ullatti
Ullatti – miejscowość w północnej Szwecji, w Laponii. Leży w gminie Gällivare, w regionie Norrbotten i liczy 230 mieszkańców (2005). Ullatti leży 53 km na wschód od Gällivare i 90 km na zachód od Pajali, ok. 100 km od granicy z Finlandią.
Pierwsza wzmianka o wsi pochodzi z 1680 roku. Ullatti zostało założone przez osadnika Michela Grelssona, a nazwa pochodzi od jego posiadłości Grelsson Ulat.
We wsi znajduje się sklep spożywczy, stacja benzynowa, kościół z 1957 roku i altana taneczna przy górze Särkivaara. Istnieje możliwość noclegu w tzw. izbie wiejskiej. Przez wieś przepływa obfitująca w ryby rzeka Ängesån.
W lipcu w Ullatti organizowane są tzw. Dni Powrotu do Wsi.